# ایلان بوکارا
ایلان بوکارا (انگلیسی: Ilan Boccara؛ زادهٔ ۱۴ مهٔ ۱۹۹۳) بازیکن فوتبال اهل پادشاهی هلند است.
از باشگاه‌هایی که در آن بازی کرده‌است می‌توان به باشگاه فوتبال هاپوئل کفار سابا و باشگاه فوتبال آژاکس آمستردام اشاره کرد.
وی همچنین در تیم‌های ملی فوتبال زیر ۱۹ سال هلند بازی کرده‌است.